# Politique aux Seychelles
La politique aux Seychelles s'exerce dans le cadre d'un régime de république présidentielle multipartite. Cette forme de gouvernement est en place depuis la promulgation de la Constitution de 1993.
Le pouvoir exécutif est détenu par le président de la République qui exerce en même temps les fonctions de chef d'État et de gouvernement assisté par le vice-président. Il nomme son cabinet et institue en outre,
les juges du tribunal. Il est élu pour cinq ans au suffrage universel direct. L'Assemblée nationale exerce quant à elle le pouvoir législatif. Elle se compose de 35 députés, dont 26 élus au scrutin uninominal majoritaire à un tour et 9 à la proportionnelle, pour les partis ayant obtenu au moins 10 % des voix.

## Pouvoir exécutif
| Fonction                        | Nom              | Parti | Depuis          |
| ------------------------------- | ---------------- | ----- | --------------- |
| Président de la République      | Wavel Ramkalawan | LDS   | 26 octobre 2020 |
| Vice-président de la République | Ahmed Afif       | LDS   | 27 octobre 2020 |

Le président est élu pour cinq ans au suffrage populaire. Il nomme et préside le gouvernement après approbation par l'Assemblée nationale.

## Pouvoir législatif
L'Assemblée nationale compte 35 membres élus pour cinq ans, dont 26 élus dans des circonscriptions à siège unique et 9 élus à la proportionnelle.

## Partis politiques et élections
Les principaux partis et coalitions politiques seychelloises sont :
- l'Union démocratique seychelloise (LDS), une coalition politique regroupant notamment le Parti national des Seychelles (PNS) ;
- Seychelles unies (US) ;
- le Parti démocratique seychellois (PDS).

Lors de l'élection présidentielle du 22 au 24 octobre 2020, Wavel Ramkalawan de l'Union démocratique seychelloise (LDS) remporte le scrutin avec 54,91% des voix face au président sortant Danny Faure de Seychelles unies (US) qui obtient 43,51% des voix. Lors des élections législatives organisées simultanément, la LDS remporte la majorité absolue des sièges avec 25 élus et 54,84% des suffrages. Seychelles unies remporte les dix derniers sièges avec 42,35 % des suffrages.

## Histoire politique
L'histoire politique des Seychelles en tant qu'État indépendant débute en 1976 avec l'élection de James Mancham comme président de la République et la nomination de France-Albert René comme Premier ministre. Un an plus tard ce dernier profite d'un voyage officiel de Mancham à Londres pour s'emparer du pouvoir, sans violence, lors d'un coup d'État le 5 juin 1977. Il reste à la tête de l'archipel pendant près de 27 ans, instaurant un régime socialiste à parti unique, de tendance marxiste, dans lequel le pouvoir est monopolisé par le Parti populaire uni seychellois. Il se soucie notamment des conditions de vie, de l'accès à l'éducation et aux soins de santé. Il crée diverses institutions sociales, des logements et des services médicaux et opte pour la gratuité des soins de santé. Pour autant, il musèle ses opposants. Certains sont contraints à l'exil, et son équipe au pouvoir est soupçonnée d'être à l'origine de disparitions . Malgré deux tentatives de putsch, le président René demeure au pouvoir. En 1992, la pression internationale est devenue trop grande et le système politique est revenu au multipartisme. En 1993, une nouvelle constitution est instaurée, mais René reste au pouvoir jusqu'à sa démission le 14 avril 2004. 
En 2006, l'élection présidentielle donne 53 % au candidat du parti Lepep contre 47 % au candidat du PNS. Contrairement aux rapports des observateurs internationaux, des fraudes auraient eu lieu lors de ces élections[réf. nécessaire].
En 2007, le parti au pouvoir depuis 30 ans a conservé la majorité à l'Assemblée nationale.
Après la dissolution de l'Assemblée nationale par le président de la République James Michel le 20 mars 2007 (l'opposition boycottait les débats), la majorité présidentielle du parti Lepep a été reconduite avec le même nombre de sièges (23 sur 34 pour le parti Lepep, les 11 autres sièges revenant au PNS) que précédemment.